# Loca
Loca – dance-popowy singiel kolumbijskiej piosenkarki Shakiry. Jest to pierwsza piosenka z jej kolejnego studyjnego albumu pt. Sale el Sol (2010). Singiel został wydany 10 września 2010 roku, później zaś na oficjalnej stronie internetowej artystki. Został nagrany w dwóch wersjach: angielskiej z Dizzee Rascalem, i hiszpańskiej z udziałem El Caty, zaś ta ostatnia miała premierę 4 października 2010 roku.

## Lista utworów
Digital Download (Wersja angielska)
1. „Loca” (featuring Dizzee Rascal) – 3:11

Digital Download (Wersja hiszpańska)
1. „Loca” (featuring El Cata) – 3:04

CD Single
1. „Loca” (featuring Dizzee Rascal) – 3:11
2. „Loca” (featuring Dizzee Rascal) (Discotheque Remix) – 4:07

Digital EP
1. „Loca” (featuring Dizzee Rascal) (JS Mix) – 3:13
2. „Loca” (featuring Dizzee Rascal) (Sticky Drums Remix By Gucci Vump Aka Brodinski and the Shoes) – 3:14
3. „Loca” (featuring Dizzee Rascal) (Freemasons Radio Edit) – 3:01
4. „Loca” (featuring Dizzee Rascal) (Music Video) – 3:24

## Oficjalne wersje
1. English Version (Feat. Dizzee Rascal)
2. Spanish Version (Feat. El Cata)
3. JS Mix – Spanish Version (Feat. El Cata)
4. JS Mix – English Version (Feat. Dizzee Rascal)
5. Freemasons Club Vocal (Feat. Dizzee Rascal)
6. Freemasons Club Dub (Feat. Dizzee Rascal)
7. Freemasons Mixshow Extended Edit (Feat. Dizzee Rascal)
8. Freemasons Radio Edit (Feat. Dizzee Rascal)
9. Freemasons Spanglish Club Vocal (Feat. Dizzee Rascal)
10. Freemasons Spanglish Radio Edit (Feat. Dizzee Rascal)
11. Freemasons Spanish Club Vocal (Feat. El Cata)
12. Freemasons Spanish Club Instrumental
13. Freemasons Spanish Radio Edit (Feat. El Cata)
14. Static Revenger Mix (Feat. Dizzee Rascal)
15. Static Revenger Radio Edit (Feat. Dizzee Rascal)
16. Static Revenger Spanish Mix (Feat. El Cata)
17. Static Revenger Spanish Radio Edit (Feat. El Cata)
18. Michel Cleis Vocal Mix (Feat. Dizzee Rascal)
19. Michel Cleis Dub (Feat. Dizzee Rascal)

## Notowania
| Listy (2010)                        | Najwyższa pozycja |
| ----------------------------------- | ----------------- |
| Austria (Ö3 Austria Top 40)         | 2                 |
| Belgia (Ultratop Flandria)          | 3                 |
| Belgia (Ultratop Walonia)           | 1                 |
| Czechy (IFPI)                       | 8                 |
| Dania (Tracklisten)                 | 12                |
| (European Hot 100 Singles)          | 7                 |
| Finlandia (Suomen virallinen lista) | 11                |
| Francja (SNEP)                      | 2                 |
| Francja (SNEP) Download Chart       | 1                 |
| Hiszpania (PROMUSICAE)              | 1                 |
| Holandia (Dutch Top 40)             | 55                |
| Irlandia (IRMA)                     | 14                |
| Japonia (Japan Hot 100)             | 98                |
| Kanada (Canadian Hot 100)           | 36                |
| Polska (ZPAV)                       | 1                 |
| Słowacja (IFPI)                     | 3                 |
| Szwecja (Sverigetopplistan)         | 20                |
| Szwajcaria (Media Control AG)       | 1                 |
| Włochy (FIMI)                       | 1                 |
| US Billboard Hot 100                | 32                |
| US Hot Dance Club Songs (Billboard) | 1                 |
| US Latin Pop Songs (Billboard)      | 1                 |